# Castillo de Madrona de Dos Aguas
El castillo de Madrona, en el municipio de Dos Aguas, en la comarca de La Hoya de Buñol, es un monumento declarado Bien de interés cultural de la provincia de Valencia, con anotación ministerial número R-I-51-0010805, y fecha de anotación 17 de junio de 2002.
Está situado en el centro de un valle a unos cinco kilómetros de la población de Dos Aguas.

## Descripción
Se trata de una fortaleza que se alza a orillas del río Júcar, y en la actualidad junto a ella se encuentra el pantano llamado El Naranjero. De él sólo quedan restos de murallas y algunos basamentos de torres. Por la descripción de Rafael Martí de Viciana en el tercer Tomo de su Crónica se sabe que en la fortaleza se levantaba una iglesia dedicada a Nuestra Señora.

## Historia
La historia de este castillo está emparejada con la del Castillo de Dos Aguas. Así, de igual modo que aconteció con el anterior, el Rey Jaime I de Aragón, en 1256, lo donó, a Ato de Foces. En 1325, fue adquirida por Francisco Scribe, y posteriormente pasaría por diversos propietarios, hasta que finalmente Giner Rabasa de Perellós, compró Dos Aguas y Madrona con autos hechos en Valencia el 11 de octubre de 1496. Más tarde, en 1699, la baronía de Dos Aguas se constituiría en marquesado.
Aunque se tiene constancia de su existencia en época musulmana, no se puede dar una datación a su construcción. Si bien es cierto que en los Registros de Real Cancillería es citado con frecuencia este castillo, y en la mencionada obra queda constancia de que se ordenaron y llevaron a cabo obras de reparación en el año 1292 y en el 1314.